# 哈特福德 (密歇根州)
哈特福德（英語：Hartford）是一個位於美國密歇根州范布倫縣的城市。

## 人口
根據2020年美國人口普查的數據，哈特福德的面積為3.53平方千米，當中陸地面積為3.52平方千米，而水域面積為0.01平方千米。當地共有人口2515人，而人口密度為每平方千米712人。